# Bible Belt
Bible Belt (Vành Đai Kinh Thánh) là tên thường gọi cho một vùng ở miền Nam Hoa Kỳ nơi Kitô giáo Kháng Cách phúc âm đóng vai trò đáng kể trong xã hội và chính trị, và nơi mà tỉ lệ dự lễ nhà thờ nói chung cao hơn so với bình quân cả nước.
Điều này gây ra một sự tương phản với vùng Midwest và Hồ Lớn đa dạng tôn giáo, với Hành lang Mormon ở Utah và nam Idaho, và với vùng Tây Hoa Kỳ và New England tương đối thế tục. Trong khi tiểu bang New England Vermont có tỷ lệ người phi tôn giáo đến 37%, tại tiểu bang Bible Belt Alabama con số này chỉ là 12%. Tennessee có tỷ lệ người theo Kháng Cách Phúc âm cao hơn cả, đạt 52%. Ảnh hưởng của chủ nghĩa phúc âm rõ rệt nhất ở bắc Georgia, Tennessee, Alabama, Mississippi, North Carolina, nam và tây Virginia, West Virginia, South Carolina, và hầu khắp Texas. Nhà báo, nhà bình luận xã hội người Mỹ H. L. Mencken là người đầu tiên dùng cụm từ "Bible Belt"; ông viết câu sau vào năm 1924, cho tờ Chicago Daily Tribune: "The old game, I suspect, is beginning to play out in the Bible Belt". Năm 1927, Mencken lên tiếng rằng ông là người sáng tạo cụm từ này.